# Ab 18
Ab 18 ist das dritte Mini-Album der deutschen Punkrock-Band Die Ärzte, das 1987 als Reaktion auf die Indizierung ihrer Alben Debil und Die Ärzte erschien.

## Hintergrund
Ab 18 enthält unter anderem das bis heute indizierte Lied Geschwisterliebe, und die zum Zeitpunkt der Veröffentlichung indizierten Lieder Claudia hat ’nen Schäferhund sowie Schlaflied.
Weitere Titel der Platte sind Sweet Sweet Gwendoline, das bereits auf dem Album Die Ärzte erschien und wegen der Thematisierung von Sadomasochismus umstritten war, sowie als neue Songs Sie kratzt, sie stinkt, sie klebt und Claudia II als Fortsetzung von Claudia hat ’nen Schäferhund, sowie Helmut K., in dem behauptet wird, Helmut Kohl misshandle seine Frau. Vom letzten Lied distanzierten sich Die Ärzte zeitweise und bereits nach 1994 wurde das Lied kaum noch live gespielt. Nach dem Suizid Hannelore Kohls 2001 hat die Bands das Lied nur noch ein einziges Mal, am 29. Dezember 2006 im SO36 in Berlin, gespielt.

## Zensurgeschichte
Das Album Ab 18 wurde am 31. Oktober 1987 indiziert. Allerdings waren Die Ärzte der Bundesprüfstelle für jugendgefährdende Medien zuvorgekommen und hatten auf der Schallplatte einen Aufkleber mit der Aufschrift „Diese Platte darf aus Jugendschutzgründen nicht an Jugendliche unter 18 verkauft und öffentlich nicht beworben werden.“ angebracht. Das Innencover selbst wurde am 31. Dezember 1987 ebenfalls indiziert. Indizierungen verlieren 25 Jahre nach Aufnahme in die Liste ihre Gültigkeit, die Bundesprüfstelle kann jedoch eine Folgeindizierung aussprechen, wenn sie das Medium weiterhin für jugendgefährdend hält. Ab 18 wurde am 28. September 2012 folgeindiziert. Mit Entscheidung Nr. A 336/12 vom 19. November 2012 (Pr.858/12) hat die Bundesprüfstelle die Indizierung des Covers aufgehoben.

## Trivia
- In der Titelliste gibt es bei der Erstauflage den Druckfehler, dass „Gwendoline“ mit y statt i geschrieben wurde; dies ist bei der zweiten Auflage korrigiert.
- Sweet Sweet Gwendoline ist auf der Mini-LP in einer längeren Version als auf dem Album enthalten; im Intro stöhnt Gwendoline den Satz: „Was macht ihr denn für Sachen mit mir?“ und im Outro: „Das hat mir soviel Spaß gemacht, können wir es nicht nochmal machen?“.[5]

## Chartplatzierungen
Das Album erreichte trotz seiner Indizierung Platz 33 der deutschen Album-Charts. Es gab keine Singleauskopplungen.

## Titelliste
1. Sie kratzt, sie stinkt, sie klebt (Urlaub) – 2:31
2. Geschwisterliebe (Urlaub) – 4:11
3. Helmut K. (Urlaub/Felsenheimer/Liebing) – 2:34
4. Claudia hat ’nen Schäferhund (Urlaub) – 2:00
5. Claudia II (Urlaub) – 2:30
6. Sweet Sweet Gwendoline (Urlaub) – 2:55
7. Schlaflied (Urlaub) – 4:30